# Ceraphronidae
Ceraphronidae is een familie van vliesvleugelige insecten.

## Geslachten
(Indicatie van aantallen soorten per geslacht tussen haakjes)
- Aphanogmus  (47)
- Ceraphron  (47)
- Elysoceraphron  (1)
- Microceraphron  (1)
- Synarsis  (6)